# Haverfordwest
Haverfordwest (pronunciación en inglés: /ˌhævərfərdˈwɛst/ (del galés: Hwlffordd) [ˈhʊlfɔrð]ⓘ) es la capital y comunidad del condado de Pembrokeshire, en Gales. Haverfordwest es la ciudad más poblada de Pembrokeshire, con una población estimada de 13.367 habitantes en 2001; aunque sus límites municipales, que excluyen el Merlin's Bridge, hacen que se convierta en la segunda colonia en cuanto a población del condado.

## Topografía
Haverfordwest sirve como núcle central del comercio de toda la zona de Pembrokeshire; además forma un importante eje comercial y vial con otros municipios del condado, como Milford Heaven, Pembroke Dock, Fishguard y St David's, como resultado de su localización en la parte occidental del río Cleddau.
La mayor parte de la ciudad, que incluye las antiguas parroquias de St. Mary, St. Martin y St. Thomas, se extienden en el margen oeste del río. Al margen contrario se encuentran los barrios de Prendergastt y Clarett. En este mismo punto se encuentran dos grandes bancos de arena que se extienden longitudinalmente de este a oeste y que están separados por un profundo y estrecho valle, siendo este atravesado por la parte oeste del río Cleddeau. Esto deja dos espuelas en el lado oeste de dicho río; en el espolón norte se encuentra el castillo de St. Martin, mientras que en el espolón sur la calle principal de la localidad asciende abruptamente desde el río hasta la parroquia de St. Mary. La parroquia de St. Thomas ocupa una pequeña parte del espolón sur.
El río es salvado por dos puentes, el puente viejo (Old Bridge) construido en y el puente nuevo (St. Mary's Bridge) construido en el año 1835. Al lado de las áreas centrales anteriormente citadas la ciudad se ha extendido sobre todo por sus extremos y, además de las cuatro antiguas parroquias, las ruinas de un antiguo monasterio agustino se pueden ver desde la zona sur de la ciudad.

## Personajes ilustres
- Bartholomew Roberts: pirata, uno de los más exitosos de la historia, nació en la localidad en 1682.
- Christian Bale: actor, protagonista de películas como Batman Begins (2005) y The Dark Knight.
- Rhys Ifans: actor, participó en películas como Notting Hill (1999) y es ganador de un BAFTA.
- Simon Davies: futbolista, jugador del Fulham Football Club.
- Mark Delaney: futbolista, jugador del Aston Villa Football Club.

## Galería

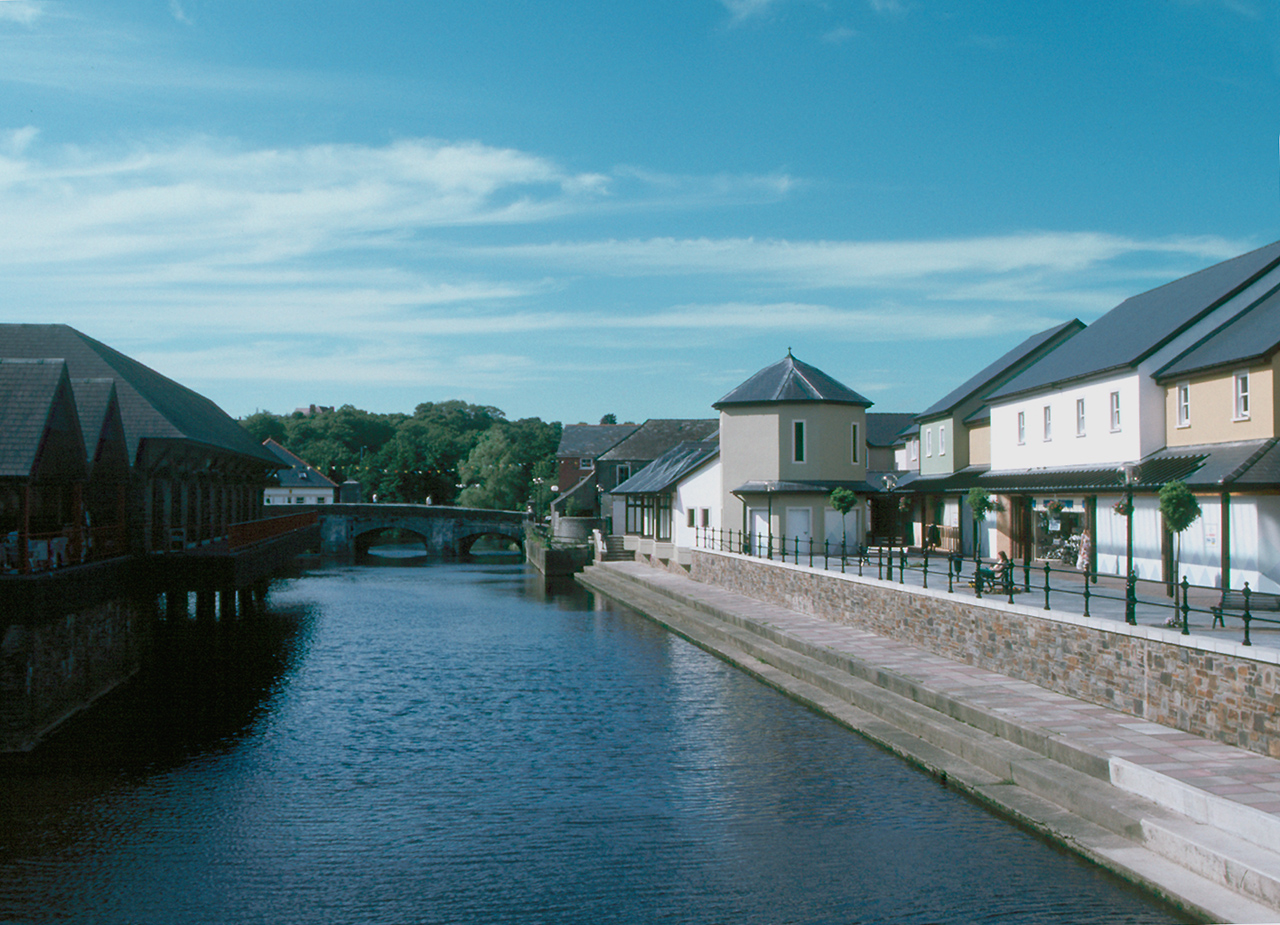
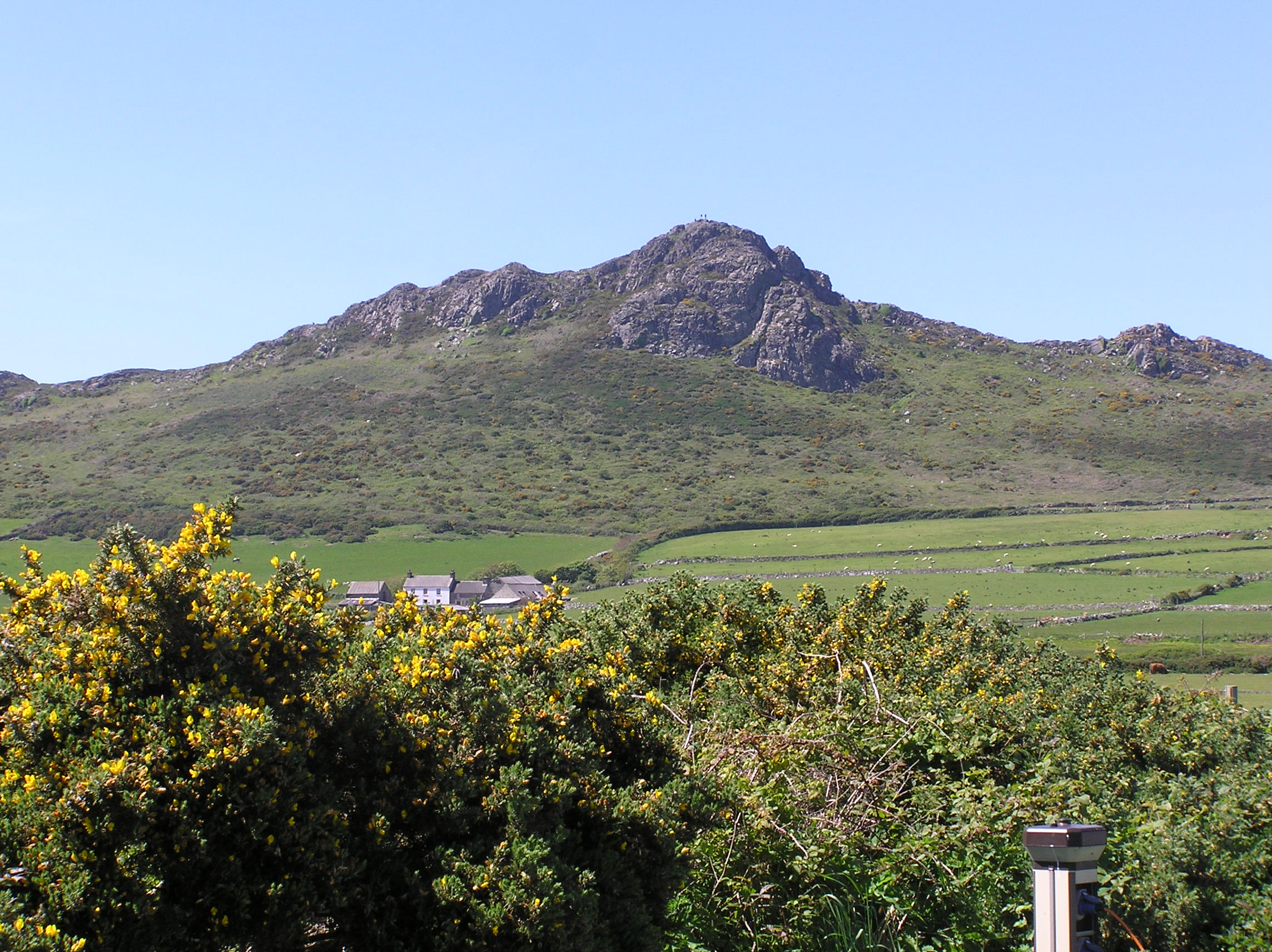
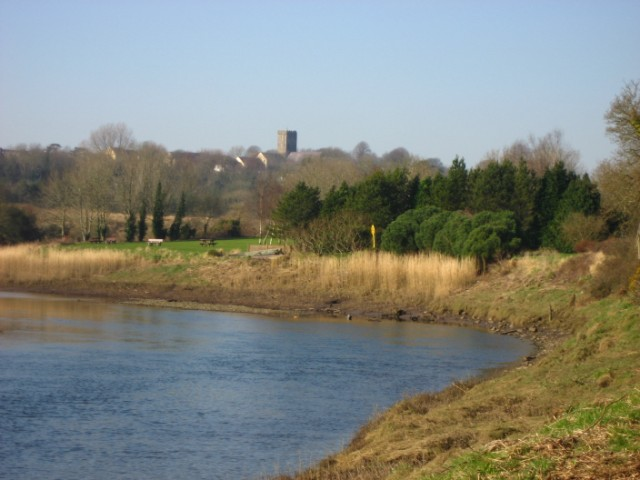
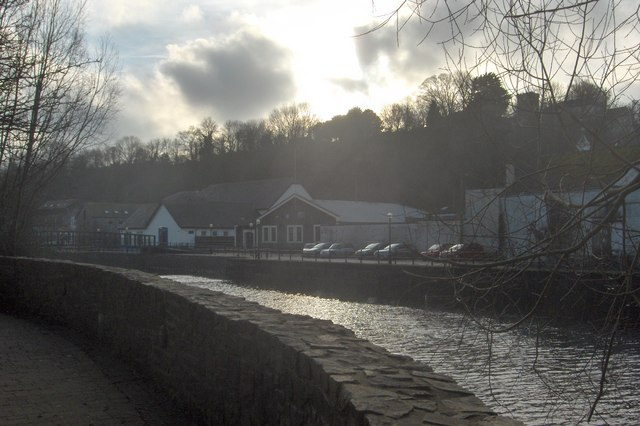
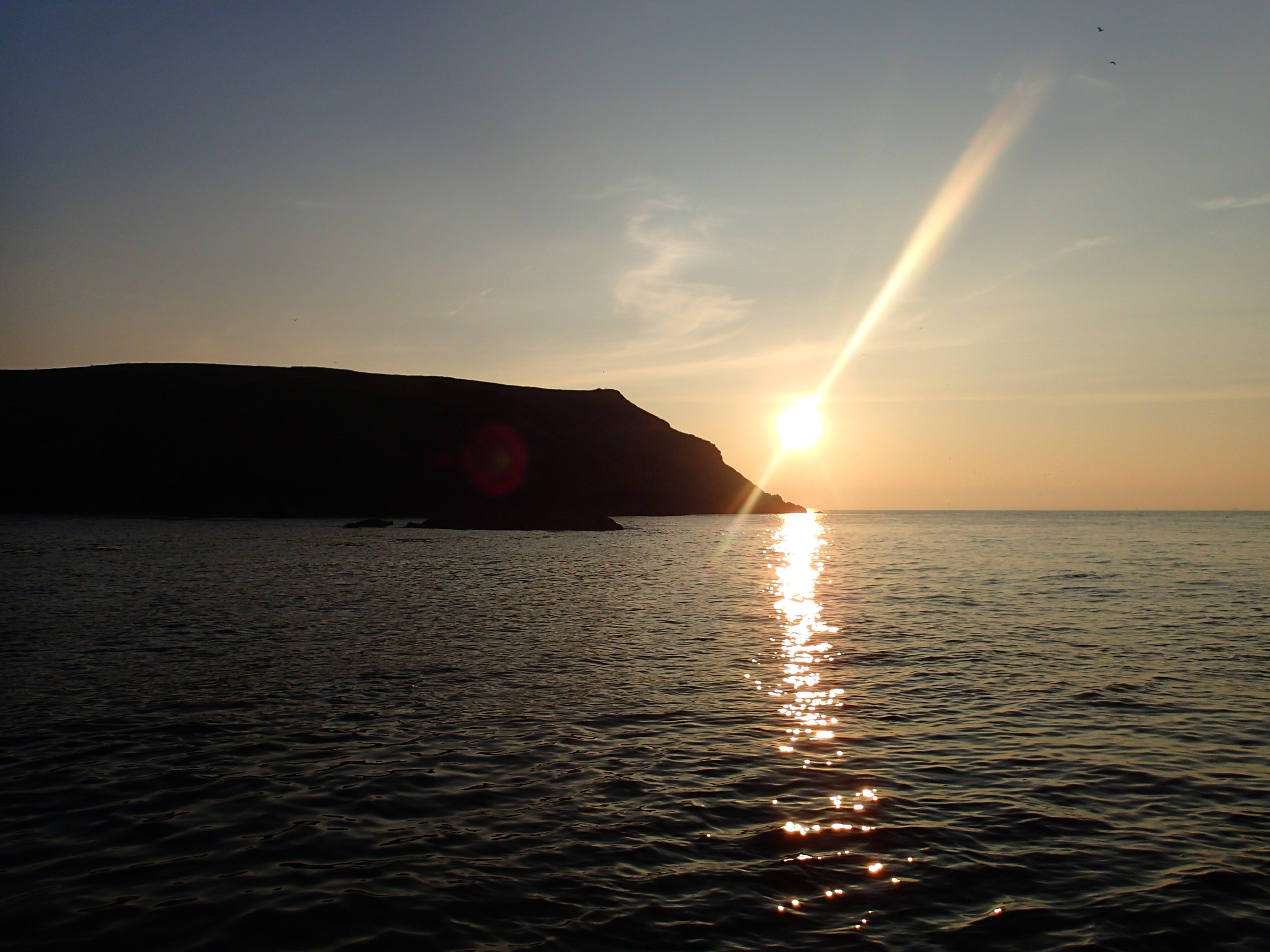